# Michael Alexander Willens
Michael Alexander Willens (* 6. Oktober 1952 in Chevy Chase, Maryland) ist ein US-amerikanischer Dirigent, Kontrabassist und künstlerischer Leiter der von ihm 1996 gegründeten Kölner Akademie mit einem Repertoire vom Barock, Klassik, Romantik bis zur zeitgenössischen Musik, Jazz und Pop.

## Leben und Wirken
Geboren am 6. Oktober 1952 in Chevy Chase, Maryland studierte Willens Dirigieren an der  Juilliard School New York bei John Nelson und bei Leonard Bernstein und Paul Vorwerk in Tanglewood.
Mit seiner Akademie nimmt Willens an Festspielen in Deutschland, Österreich, Frankreich, Spanien, Niederlanden, Italien, Belgien, Estland, Norwegen, Schweden, Tschechische Republik, Aserbaidschan, Israel, Türkei, Island, Südamerika und den USA teil. Willens hat sich auf CD-Einspielungen seltener Werke (insbesondere US-amerikanischer Komponisten) auf historischen und modernen Instrumenten spezialisiert. Als erste CD-Veröffentlichung des Orchesters wurde eine Aufnahme von Johann Valentin Meders Matthäuspassion für das Label Raumklang vorgelegt. Zu den besonderen Aufnahmen zählen eine Erstaufnahme der von Andreas Glöckner und Diethard Hellmann rekonstruierten Version von Johann Sebastian Bachs Markuspassion. Welterstaufnahmen, die häufig im Fernsehen live übertragen wurden, widmen sich Werken weniger bekannter Komponisten, etwa Bernhard Crusell, Franz Danzi, Václav Pichl, Johann Baptist Vanhal, Johann Wilhelm Wilms, Bernhard Romberg, Sigismund von Neukomm, Pierre D’Alvimare oder Daniel Steibelt. Insgesamt hat Willens über 50 CDs veröffentlicht. Oft arbeitet er mit Studierendengruppen und jungen Ensembles zusammen.
2016 erschien eine Gesamtaufnahme der Mozart-Klavierkonzerte bei BIS Records, 2018 sämtliche Werke für Klavier und Orchester von Felix Mendelssohn Bartholdy, 2019 die Aufnahme aller Beethoven-Klavierkonzerte.

## Auszeichnungen
- Supersonic Preis für die CD mit Sinfonien von Bernhard Romberg